# Heinrich Palme
Heinrich (Heinz) Palme (* 20. Mai 1912 in Gablonz an der Neiße, Bezirk Gablonz an der Neiße, Österreich-Ungarn; † 20. Februar 1987 in Salzburg) war ein tschechoslowakischer, deutscher und österreichischer Skispringer.

## Leben und Wirken
Palme stammte aus Gablonz und erlernte in Harrachsdorf im Riesengebirge das Skispringen. Durch die deutsche Annexion der mehrheitlich deutschsprachigen Gebiete in der Tschechoslowakei im Oktober 1938 als Folge des Münchner Abkommens startete Palme ab der Wintersaison 1938/39 für das Deutsche Reich. Beim Spezialspringen in Harrachsdorf belegte er 1938 bei den Sudetendeutschen Schneelaufmeisterschaften den zweiten Platz. 1939 startete er für den Polizeisportverein Freiburg und 1940 für Spindelmühle. Danach ging er als Polizist für die Ordnungspolizei an den Start und gehörte 1941 dem Polizeisportverein Innsbruck an. Im Januar 1941 belegte er auf der kleinen Olympia-Schanze in Garmisch-Partenkirchen hinter Josef Bradl und Heini Klopfer mit Sprüngen von 78 und 80 Metern den dritten Platz.
Beim Wettkampf in Planica in Jugoslawien verfehlte er am 2. März 1941 nur knapp einen neuen Weltrekord bei einer Sprungweite von 109 Metern. Da er jedoch dabei den Boden berührt hatte, wurde der Sprung nicht als gestanden gewertet, dennoch belegte er mit 103 Metern den 1. Platz. Nach Ende des Zweiten Weltkrieges lebte er in Salzburg, wo er Mitglied des dortigen Skiclubs wurde. Dort gewann er am 3. März 1946 das Zistelspringen am Gaisberg. Ab dem darauffolgenden Jahr startete er in der Senioren-Altersklasse, in der er noch einige Springen gewann.
Er starb 1987 und liegt mit seiner Ehefrau auf dem Friedhof Maxglan begraben.